# Gustav-Adolf Kuntzen
Gustav-Adolf Kuntzen (* 23. Dezember 1907 in Berlin; † 15. August 1998 in Wachtberg) war ein deutscher Offizier, zuletzt Generalleutnant der Bundeswehr und erster Stellvertreter des Generalinspekteurs der Bundeswehr. Nach dem Zweiten Weltkrieg war er Präsident der Clausewitz-Gesellschaft.

## Leben

### Herkunft und Reichswehr
Kuntzenes Urgroßvater war der Jurist und Politiker Georg Beseler; sein Onkel war Generaloberst Hans von Beseler und sein Schwager der Staatsrechtler Hans Helfritz. Kuntzen wurde 1907 als Sohn eines Oberstudienrats geboren.
Er besuchte das Joachimsthalsche Gymnasium in Templin und das Friedrichs-Gymnasium Herford, an dem er 1929 das Abitur ablegte. Noch im gleichen Jahr trat er als Funker in die 3. (Preußische) Nachrichten-Abteilung der Reichswehr in Potsdam ein. Er diente im 9. (Preußische) Infanterie-Regiment in Wünsdorf und Potsdam. 1930/31 besuchte er die Infanterieschule in Dresden und 1931/32 die Artillerieschule Jüterbog. 1932 wurde er zum Leutnant ernannt; bis 1935 war er Zugführer.

### Wehrmacht
Im Oktober 1935 war er Adjutant beim Kommandeur der Nachrichtentruppe 111 in Potsdam. 1937 war er Kompaniechef in der Nachrichtenabteilung 62 in Zossen. 1938/39 absolvierte er den Generalstabslehrgang an der Kriegsakademie in Berlin. 1939/40 war er Ic der 215. Infanterie-Division und 1940 des XXV. Armeekorps. Von 1940 bis 1943 war er Id beim Armeeoberkommando 17. 1943 wurde er in die Führerreserve versetzt. Von 1943 bis 1944 war er Ia/F der Heeresgruppe Nord und von 1944 bis 1945 Ia der 122. Infanterie-Division. Bei Kriegsende geriet er in sowjetische Gefangenschaft, aus der er erst 1950 zurückkehrte.

### Bundeswehr
Er war von 1950 bis 1953 Verlagskaufmann in der Grote’schen Verlagsbuchhandlung.
1953/54 war er als Gutachter für die Dienststelle Blank tätig. Im Juli 1953 wurde er Angestellter und 1954/55 Hauptreferatsleiter. 1955 trat er als Oberst und Unterabteilungsleiter im Führungsstab in die Bundeswehr ein. 1958 wurde er zum Brigadegeneral befördert sowie stellvertretender Befehlshaber und Chef des Stabes des Kommandos zur Territorialen Verteidigung in Bad Godesberg. Dann war er General der Führungstruppen und Inspizient der Fernmeldetruppe im Heeresamt in Köln. 1962 war er für ein halbes Jahr Stellvertreter des Abteilungsleiters Personal im Bundesverteidigungsministerium in Bonn.
Nach Beförderung zum Generalmajor 1962 löste er im September 1962 Albert Schnez als Chef des Stabes im Führungsstab der Streitkräfte ab. Im Juli 1964 wurde er auf den neugeschaffenen Posten des stellvertretenden Generalinspekteurs der Bundeswehr berufen. Zum 1. April 1967 wurde er in den Ruhestand versetzt.

### Sonstiges
Kuntzen war von 1969 bis 1974 Präsident der Clausewitz-Gesellschaft. Er war verheiratet mit der Tochter des Verlegers Gustav Müller-Grote und Vater von zwei Kindern.

## Ehrungen
1933–1945
- Eisernes Kreuz I. Klasse
- Kriegsverdienstkreuz I. Klasse
- 1945: Deutsches Kreuz in Silber

nach 1945
- 1964: Komturkreuz mit Stern, Phönix-Orden, Griechenland
- 1965: Orden del Mérito mit Stern, Chile
- 1966: Großes Verdienstkreuz mit Stern der Bundesrepublik Deutschland[1]